# اسماعیل زارعی کوشا
اسماعیل زارعی کوشا (زادهٔ ۱۳۵۷ در قروه) سیاستمدار و مدیر ارشد اجرایی ایرانی است که در دولت سیزدهم از سال ۱۴۰۰ تا ۱۴۰۳ سمت استاندار کردستان را برعهده داشت. وی هم اکنون به عنوان مستشار عالی  دیوان محاسبات کشور درحال فعاليت است  

## استانداری کردستان
اسماعیل زارعی کوشا در روز ۲۶ آبان سال ۱۴۰۰ با حضور در جلسه هیئت دولت توانست با کسب رأی اعتماد از سوی هیئت وزیران دولت سیزدهم به‌عنوان استاندار کردستان منصوب شود. وی هم اکنون به عنوان مستشار عالی    دیوان محاسبات کشور در حال فعاليت است  

## تحریم‌
- دولت بریتانیا در ۲۳ آبان ۱۴۰۱ اسماعیل زارعی کوشا به همراه چند مقام جمهوری اسلامی را به دلیل «سرکوب خشونت‌بار اعتراض‌های بعد از مرگ مهسا امینی» تحریم کرد. طبق این تحریم، اجازه سفر به بریتانیا داده نخواهد شد و هرگونه سرمایه آنان در بریتانیا مسدود می‌شود.[۳]
- اتحادیه اروپا در ۳ بهمن ۱۴۰۱ بر ضد جمهوری اسلامی تحریم‌های جدیدی را منتشر کرد که در فهرست تحریم‌ها ۱۸ شخصیت حقیقی و ۱۹ شخصیت حقوقی جمهوری اسلامی از جمله اسماعیل زارعی کوشا قرار گرفتند.[۴] این تحریم به دلیل نقش او در سرکوب خیزش ۱۴۰۱ ایران پس از کشته شدن مهسا امینی توسط جمهوری اسلامی است.[۵][۶]